# Минный пароход
Минный пароход — вооружённый (в качестве основного оружия) шестовыми минами крупный боевой корабль, отличающийся от минных катеров, миноносок и мореходных миноносцев своего времени (1860-е — 1870-е годы) существенно бо́льшими водоизмещением (несколько сотен или даже тысяч тонн) и мореходностью. Минные пароходы получили (в указанные годы) ограниченное распространение в военных флотах некоторых европейских государств. Были быстро сняты с вооружения ввиду неэффективности (крупному кораблю было практически нереально приблизиться к хорошо вооружённой артиллерией цели на дистанцию удара шестовой миной), но стали концептуальной предтечей минных (торпедных) крейсеров, появившихся уже в 1880-е годы.

## Известные минные пароходы
- Кайзерлихмарине — «Риваль», «Зефир» (конец 1860-х годов)
- Российский Императорский Флот — «Великий князь Константин» (официально классифицировался как «пароход активной обороны», выполняя функции минного транспорта, минного парохода и вспомогательного крейсера; годы военной службы — 1876—1879)